# Пачка, Станислав
Стани́слав Па́чка (пол. Stanisław Paczka; 16 сентября 1945, Кукув — 1 февраля 1969, Шёнау-ам-Кёнигсзе) — польский саночник, выступал за сборную Польши в 1960-х годах. Участник зимних Олимпийских игр в Гренобле, чемпион национального первенства, участник и призёр многих международных чемпионатов. Насмерть разбился во время одного из заездов.

## Биография
Станислав Пачка родился 16 сентября 1945 года в селе Кукув, Малопольское воеводство. В молодости переехал в город Новы-Сонч, где присоединился к местному спортивному клубу «Дунаец» и освоил профессию саночника. В период 1961—1963 в различных саночных дисциплинах пять раз становился чемпионом Польши среди юниоров. В 1962 году побывал на молодёжном чемпионате Европы, занял там одиннадцатое место в одиночках и девятое в двойках, а также на взрослом — был двенадцатым как на одноместных санях, так и на двухместных. В 1965 году в мужском парном разряде завоевал серебряную медаль национального первенства и съездил на чемпионат мира в швейцарский Давос — расположился в программе одиночек на седьмой позиции. Год спустя вновь получил серебро на чемпионате своей страны.
В 1968 году вместе со своим партнёром Люцьяном Кудзей Пачка завоевал звание чемпиона Польши в двухместных санях и благодаря череде удачных выступлений удостоился права защищать честь страны на зимних Олимпийских играх в Гренобле. Они с Кудзей планировали побороться здесь за медали, но по итогам двух заездов смогли добраться только до девятого места зачёта двоек.
Несмотря на неудачу с Олимпиадой, Станислав Пачка остался в основном составе национальной сборной и продолжил участвовать в крупнейших международных турнирах. 1 февраля 1969 года на чемпионате мира близ немецкого озера Кёнигсзе он на полной скорости вылетел с трассы, сильно ударился головой об дерево и вскоре скончался от полученных травм.